# Спостерігач (фільм, 2022)
«Спостерігач» (англ. «Watcher») — художній фільм-трилер американської режисерки Хлої Окуно, що вийшов на екрани у 2022 році. Головні ролі виконали Майка Монро, Карл Ґлусман, Берн Ґорман.

## Сюжет
Американська пара Джулія та Френсіс переїжджають до Бухареста в багатоквартирний будинок з великим вікном. Поки Френсіс працює багато годин, Джулію нервує чоловік у будівлі навпроти, який спостерігає за нею через вікно щодня. Її страхи посилюються, коли вона дізнається про серійного вбивцю на прізвисько «Павук», який вбиває молодих жінок. Одного разу в місті вона відчуває, що чоловік йде за нею в кінотеатр і супермаркет. Але коли Френсіс і Джулія відвідують ринок, щоб переглянути записи з камер відеоспостереження, це виявляється безрезультатним.
Джулія подружилася зі своєю сусідкою Іриною, яка показала їй пістолет, який її хлопець Крістіан дав Ірині для захисту. Пізніше тієї ночі Джулія махає людині у вікні, і він махає їй у відповідь. Запідозривши, що це той самий чоловік, який стежив за нею, вона викликає поліцію. Френсіс супроводжує офіцера до будівлі навпроти, щоб поговорити з чоловіком, але згодом каже Джулії, що вона реагує надмірно.
Невдовзі Джулія помічає чоловіка на вулиці та слідує за ним до стриптиз-клубу, де він працює двірником. Ірина, танцівниця клубу, помічає її. Джулія розпитує її про чоловіка, але та нічого не знає. Вдома Джулія бачить яскравий сон про те, що на неї напали та задушили, але прокидається лише від того, що чує крик з квартири Ірини та переконує господиню відчинити, але не знаходить її.
Наступного дня Крістіан приїжджає на пошуки Ірини. Вони намагаються зіткнутися з прибиральником у квартирі, але ніхто не відчиняє двері. Після того, як Крістіан йде, Джулія набирається сміливості, щоб сама постукати у двері, але їй відчиняє літній чоловік. Коли вона виходить з ліфта, то знову бачить його. Тієї ночі поліціянт приходить до її квартири у супроводі чоловіка, ідентифікованого як Деніел Вебер, який звинувачує Джулію в переслідуванні. Офіцер називає інцидент непорозумінням, і Джулія тисне Деніелові руку. Пізніше Френсіс показує Джулії повідомлення про те, що Павука затримали.
Джулія супроводжує Френсіса на корпоративну вечірку та дізнається, що він пожартував над її страхами перед своїми колегами. Вона сердито йде і сідає в метро, де помічає Деніела в майже порожньому вагоні. Коли він намагається пояснити, чому спостерігає за нею — що він живе ізольованим, незахоплюючим життям, піклуючись про свого батька, — Джулія помічає те, що здається контуром відрубаної голови в його сумці для покупок. Вона повертається додому і починає пакувати речі, але її перериває музика, яка грає у квартирі Ірини. Усередині вона знаходить безголовий труп Ірини, перш ніж Деніел душить Джулію поліетиленовим пакетом.
Коли Джулія отямлюється, Деніел розповідає, як він убив Ірину і сховався з її тілом, коли Джулія з господинею увійшли у квартиру. Джулія чує, як Френсіс заходить у сусідню квартиру, але коли вона намагається закричати, Деніел перерізає їй горло. Френсіс телефонує на мобільний телефон дружини та чує дзвінок у квартирі Ірини. Він бачить, як Деніел виходить, і йде до нього, але Джулія, удавши вмираючу, раптово вбиває Деніела з пістолета Ірини на очах у свого чоловіка.

## У ролях
- Майка Монро — Джулія
- Карл Ґлусман — Френсіс
- Берн Ґорман — Деніел Вебер
- Мадалина Анеа — Ірина
- Деніел Нуце — Крістіан
- Крістіна Делеану — Елеонора
- Штефан Янку — Себастьян, робочий на складі
- Тудор Петруць — водій таксі

## Виробництво та реліз
У березні 2021 року було оголошено, що Майка Монро, Карл Ґлусман та Берн Ґорман зіграють головні ролі у фільмі під назвою «Спостерігач».
Основні зйомки розпочалися 8 березня 2021 року і завершилися 16 квітня 2021 року в Бухаресті, Румунія. На створення фільму пішло приблизно шість тижнів.
Прем'єра фільму відбулася на кінофестивалі Sundance 21 січня 2022 року, де він був номінований на Головний приз журі. Після цього IFC Midnight та Shudder придбали права на розповсюдження фільму в Північній Америці, тоді як AGC International продала всесвітні права за межами Північної Америки компанії Focus Features. Фільм був випущений у кінотеатрах Сполучених Штатів 3 червня 2022 року та на замовлення компанією IFC Films 21 червня 2022 року. На Blu-ray у Північній Америці фільм випустили 4 жовтня 2022 року.

## Відгуки
На вебсайті Rotten Tomatoes 88% зі 149 відгуків критиків є позитивними із середньою оцінкою 6,9/10. Консенсус вебсайту гласить: «Хоча в його історії може бракувати сюрпризів, фільм виграє від того, що режисерка Хлоя Окуно вміє холоднокровно володіти матеріалом — і приголомшливої роботи Майки Монро в головній ролі». Metacritic, який використовує середньозважену оцінку, поставив фільму 72 бали зі 100 на основі 27 критиків, вказуючи на «загалом схвальні» рецензії.
Лена Вілсон з The New York Times назвала фільм «однією з найбільш приголомшливих історій цього століття про жіночу тривогу».